# ریچارد دبلیو مایو
ریچارد دبلیو مایو (انگلیسی: Richard W. Mayo; ۱۲ ژوئن ۱۹۰۲ – ۱۰ نوامبر ۱۹۹۶) فرد نظامی اهل ایالات متحده آمریکا بود.
همچنین برندهٔ جوایزی همچون نشان ستاره برنزی شده‌است.